# Diplazium ponapense
Diplazium ponapense là một loài dương xỉ trong họ Athyriaceae. Loài này được Hosok. mô tả khoa học đầu tiên năm 1941.
Danh pháp khoa học của loài này chưa được làm sáng tỏ. 